# 가챠코
가챠코(일본어: ガチャ子)는 후지코 F. 후지오의 만화 《도라에몽》에 등장하는 가공의 오리형 로봇이다.

## 개요

### 설정과 디자인
가챠코는 오리형 로봇으로 여성이다. 하얀색인 몸에 큰 노란색 부리를 가지고 있고 원피스를 입고 있으며 후두부에 리본을 매고 있다. 부리 끝부분에 위아래로 네모난 치아가 하나씩 나있다. 인간의 언어를 구사하지만 동물의 울음 소리를 내는 등 반동물적인 습성을 가지고 있다. 도라에몽과 마찬가지로 비밀도구를 가지고 있지만 주머니에서 꺼내는 것이 아니라 입에서 꺼내 사용한다. 울음소리는 "가~스"이다.
당시 쇼가쿠칸의 학습 잡지에서는 "도라에몽의 여동생"이라는 설명이 붙여진 적이 있다(도라미는 당시 미등장).
닛폰 TV판 애니메이션에서의 담당 성우는 호리 준코이다. 이쪽은 원작보다 사랑스러운 캐릭터로 디자인되어 있다. 또한 이 애니메이션에서는 "난, 거위인 가챠코"라고 자기 소개를 하는 대사가 있지만 후년 후지코 F. 후지오는 인터뷰에서 "가챠코라는 오리형 로봇을 만든 적이 있다"라고 말했다. 또한 이 애니메이션에서의 가챠코의 몸은 노란색이었다. 〈마법의 거울〉에서는 드라이브도 하고 〈공룡이 왔다〉에서는 노비타가 "공룡이 탐난다", "유령이라는 게 진짜로 있는 것일까"라고 하자 가챠코가 실물을 데리고 와서 소동이 벌어졌었다.

### 등장의 경위
원래 도라에몽이 노비 노비타의 곁으로 보내진 경위는 세와시가 무엇을 해도 얼빠진 그를 뒷바라지하기 위해서였지만 도라에몽이 별다른 성과를 거두지 못해 제2의 로봇으로 노비타의 곁으로 보내진 로봇이 가챠코이다.

## 같이 보기
- 도라에몽의 등장인물 목록